# Atelier Iris: Eternal Mana
Atelier Iris: Eternal Mana (イリスのアトリエ エターナルマナ, Irisu no Atorie Etānaru Mana) é um jogo eletrônico de RPG desenvolvido pela produtora japonesa Gust Corporation para o PlayStation 2. Este jogo é o primeiro da saga Atelier Iris a ser lançada no PS2. Os RPGs baseado na série Atelier foram lançadas em várias plataformas no Japão desde 1997. Apesar de sua popularidade e de longo prazo no Japão, Atelier Iris é o primeiro da série a ser lançado nos Estados Unidos; as versões traduzidas para o inglês são feitas pela NIS America.

## Personagens
- Klein Kiesling: O protagonista do jogo, Klein é um jovem alquimista que viaja pelo mundo. Ele foi criado por sua avó, Daphne, que foi uma grande alquimista, e que deixou seu caderno de alquimia antes de morrer. Ele agora está em uma viagem para a busca de alchemaic itens e mais informações sobre a Alquimia Wood Mana acompanhado de seu amigo, Popo. Após um desastre na floresta ele decide se tornar um caçador de monstros
- Lita Blanchimont: Lita é uma garota que trabalha numa pequena loja em Galgazit na cidade de Kavoc. Ela conhece Klein quando ela tropeça nele ao ser atacada por um monstro na floresta. Ela acaba se apegando a Klein e o convida para se tornar um caçador de monstro com ela. Durante todo o jogo, ela desenvolve grande simpatia por Klein, mas ele não percebe isso. Embora Lita aparece alegre, cessante, e perfeitamente normal, o seu passado é um mistério.
- Delsus: Delsus é um álcoolatra, de bom coração e logo se torna uma pessoa de grande confiança para Klein.
- Norn: Norn é uma mulher gato e é uma jovem aprendiz de bruxa para Zeldalia, um alquimista que vivem em Poto's Forest. Ela foi treinada por Zeldalia desde nova,aprendendo muitas técnicas mágicas.
- Arlin: Arlin é um espadachim misterioso que esta em busca de vingança contra o vilão do jogo, Mull. Ninguém conhece os motivos por detrás disto, exceto que ele deseja ir para Avenberry por alguma razão.
- Marietta Lixiss: Marietta, é uma antiga Cavaleira de Alkavana que deixou a organização quando ela começou a se tornar corrompida pelo poder.
- Zeldalia: Zeldalia é uma bruxa velha e alquimista. Ela era amelhor amiga de Daphne, avó de Klein , e ela se torna uma grande aliada na jornada de Klein.
- Iris Blanchimont: A titular heroína do jogo, Iris viveu durante a idade de Avenberry e desenvolveu poderosas técnicas na arte da alquimia.
- Mull: Antagonista do jogo. Um antigo amigo de Zeldalia e Daphne, talentoso na arte de alquimia , Mull diferia das filosofias que lhe foi ensinado (teorias de Iris sobre a alquimia), e decidiu seguir seu próprio caminho para o domínio alquímica. Infelizmente, esse caminho é composto por abusar dos esprítos Mana.

## Jogabilidade
Eternal Mana contém seis personagens jogáveis. Três personagens podem ser controlados nas batalhas. O jogador se sente livre para trocar os personagens nas batalhas por outros a qualquer momento.
O sistema de batalha em Atelier Iris é baseado em turnos. O combate é táctico, em que o grupo pode ter as suas posições dispostas em sua metade do campo jogando antes de batalhar, e pode ser derrubado por trás com alguns ataques. Cada participante na batalha escolhe uma ação através do anel de comandos disponíveis. Todos os personagens podem usar ações como Ataque, Habilidades e itens, mas Klein, como o único alquimista do grupo, pode usar itens e Mana como a Mana síntese (que duplica os efeitos dos Mana Items) Uma vez que os inimigos são derrotados o jogador ganha experiência, dinheiro e itens. Cada vez que um personagem sobe de "nível, ele ganha 3 pontos a ser adicionado para as qualificações da escolha do jogador. Personagens equipados com os espíritos Mana ganha pontos de bônus para melhorar as habilidades.